# Ариванюк Іван Іванович
Іван Іванович Ариваню́к (нар. 8 січня 1948, Смолярі) — український майстер декоративного мистецтва. Заслужений майстер народної творчості УРСР з 1974 року.

## Біографія
Народився 8 січня 1948 року в селі Новосілках (нині у межах села Смолярів Старовижівського району Волинської області, Україна). Виріс у багатодітній сім'ї. 1967 року закінчив художньо-ремісниче училище в смт Івано-Франковому.
Упродовж 1967—1968 років працював на Луцькому меблевому комбінаті; з 1968 року — майстер сувенірного цеху Ківерцівського лісгоспзагу.

## Творчість
Працює у техніці різьблення, інкрустації та інтарсії на дереві. Серед робіт:
- меблі, дрібна пластика;
- фігурна композиція «Лісова пісня» (1985);

декоратвні тарелі
- «Володимир Ленін» (1970);
- «Іван Франко» (1971);
- «Леся Українка» (1971).

Окремі роботи майстра  зберігаються в Національному музеї українського народного декоративного мистецтва у Києві та в Музеї етнографії і художнього промислу у Львові.